# Salgótarjáni zsinagóga
A Salgótarjáni zsinagóga egy mára már elpusztult zsidó vallási épület.

## Története
Salgótarjánban Deutsch Mózes, Deutsch Áron Dávid fia, 1874-től 1831-ben bekövetkezett haláláig a salgótarjáni zsidóság főrabbija kezdeményezte a templom építését. A korábbi kaszinó helyén 1901-ben augusztusában tették le a mór stílusú épület alapkövét. A nagy méretű zsinagógát Szvoboda Gyula műépítész tervei szerint építették és 1902 szeptemberében szentelték fel.
A második világháború alatti német megszállás idején raktárnak használták. A második világháború után az erősen lecsökkent létszámú helyi zsidó közösség kijavította az épület sérüléseit és tovább használta eredeti funkciójában. Habár a magyar állam műemlékké nyilvánította, 1969-ban mégis megsemmisítették: először a tornyokat bontották el, majd az épületet felrobbantották.